# Hannelore Raepke
Hannelore Raepke z domu Sadau (ur. 25 października 1935 w Charlottenburgu, dzielnicy Berlina) – niemiecka lekkoatletka, sprinterka, wicemistrzyni Europy z 1958.  W czasie swojej kariery reprezentowała Niemiecką Republikę Demokratyczną.

## Kariera sportowa
Startując we wspólnej reprezentacji Niemiec zdobyła srebrny medal w biegu na 200 metrów na mistrzostwach Europy w 1958 w Sztokholmie, przegrywając jedynie z Barbarą Janiszewską. Zajęła również 6. miejsce w sztafecie 4 × 100 metrów.
Startowała w biegu na 100 metrów i biegu na 200 metrów na igrzyskach olimpijskich w 1960 w Rzymie, ale na 100 metrów nie wystąpiła w ćwierćfinale, do którego się zakwalifikowała, a na 200 metrów odpadła w przedbiegach. Zajęła 5. miejsce w finale biegu na 100 metrów i odpadła w półfinale biegu na 200 metrów na mistrzostwach Europy w 1962 w Belgradzie.

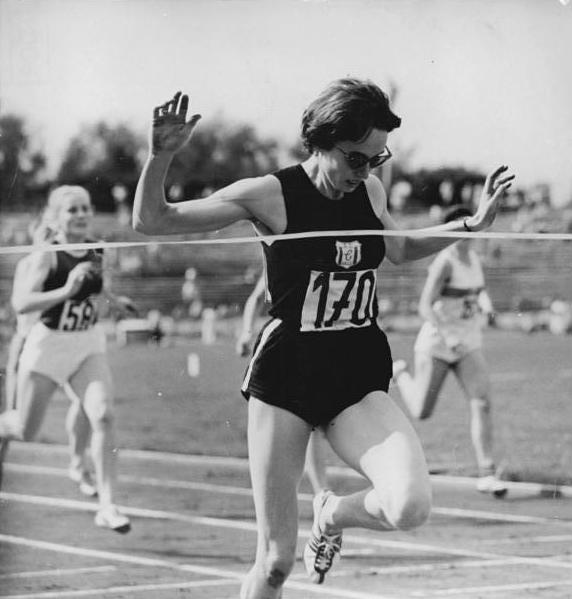
Hannelore Raepke w 1961

Raepke była mistrzynią NRD w biegu na 100 metrów w latach 1961–1963 oraz wicemistrzynią w 1960 i 1964. W biegu na 200 metrów była mistrzynią w latach 1961–1964, wicemistrzynią w 1960 oraz brązową medalistką w 1958 i 1959. Zdobyła srebrne medale w 1958 i 1960 oraz brązowy w 1963 w sztafecie 4 × 100 metrów, a także srebrny medal w 1963 w sztafecie 4 × 200 metrów. W hali była w 1964 mistrzynią NRD w biegu na 400 metrów, wicemistrzynią w biegu na 50 metrów i brązową medalistką w sztafecie 4 × 1 okrążenie.
Ustanowiła rekordy NRD w biegu na 100 metrów czasem 11,4 s (5 października 1963 w Warnie) i w sztafecie 4 × 100 metrów (44,8 s 3 sierpnia 1958 w Kassel).
Jej rekord życiowy w biegu na 100 metrów wynosił 11,4 s (5 października 1963 w Warnie), na 200 metrów 23,6 s (13 sierpnia 1962 w Malmö), a na 400 metrów 55,6 s (20 sierpnia 1961 w Weißenfels).